# アゲぽよボウル48
『アゲぽよボウル48』（アゲぽよボウルフォーティーエイト・AGEPOYO BOWL 48）は、2011年9月から11月の第4土曜日深夜（日曜日未明）0:50 - 1:20 (JST)にテレビ愛知で放送されていたボウリング番組。

## 概要
SKE48チームとオリエンタルラジオの藤森慎吾が率いる挑戦者チームがボウリングで対決するバラエティ番組。MCはオリエンタルラジオの中田敦彦が担当する。対決のルールは通常ルールのほか、4から6フレームにはプレイヤーが6枚のカードから1枚を選び投球方法を決定する番組独自のアゲぽよルールが適用される。なお、敗者チームには罰ゲームが課せられる。
この他、第1回放送と2回放送で放送されたSKE48のストライクへの道（ボウリング講座）や第1回放送と3回放送では焼肉や欧風創作料理を賭けた一投勝負なども行われた。

## 出演
- SKE48
- オリエンタルラジオ
- 実況
  - 相澤伸郎
- 解説
  - 谷川章子
- シークレットゲスト
  - 第1回放送 - 嶋大輔
  - 第3回放送 - 藤原直樹（ノリタケの森レストランキルン料理長）
- アシスタント[注 2]
  - 近藤望未（こんどう のぞみ）
  - 服部真樹（はっとり まき）

## 放送日程
| 放送回 | 放送日（JST）  | 対戦相手             | 出演メンバー                                                                                            | 勝利チーム |
| ------ | -------------- | -------------------- | --- | ---------- |
| 第1回  | 2011年9月25日  | ミスキャンパスチーム | 松井珠理奈、向田茉夏、若林倫香、阿比留李帆、高柳明音、 梅本まどか、金子栞、中村優花、柴田阿弥、松村香織 | SKE48      |
| 第2回  | 2011年10月30日 | ベリーダンサーチーム | 松井珠理奈、向田茉夏、若林倫香、阿比留李帆、高柳明音、 梅本まどか、金子栞、中村優花、柴田阿弥、松村香織 | SKE48      |
| 第3回  | 2011年11月27日 | チーム美魔女         | 小野晴香、中西優香、出口陽、木下有希子、阿比留李帆、 金子栞、梅本まどか、山田澪花、後藤理沙子、松村香織 | SKE48      |

※太字はキャプテン

## スタッフ
- ナレーター - 相澤伸郎、改野由佳
- 構成 - 太田マサトシ
- カメラ - 村上智彦、三浦道雄、西宮正典
- 音声 - 山本正博、高羅元
- 照明 - ASC
- EED - 山田英貴、梅原康弘
- MA - 牟禮康貴
- 音効 - 窪田英治、小林尚人
- 大道具 - 第一舞台
- タイトル - 土岐龍馬
- スタイリスト - 早川季公子
- メイク - 富田直子
- 広報 - 横田由里香（テレビ愛知）
- WEB - 仁村麻里（テレビ愛知）
- 営業 - 伊藤正典
- 協力 - 東海ボウリング場協会
- 協力プロデューサー - 谷口一平、吉田樹史
- AD - 江崎香奈
- ENGディレクター - 石川橋治、赤塚攻治
- 総合演出 - 和田仁
- プロデューサー - 石黒裕己（テレビ愛知）、宇野潔
- 制作協力 - アイプロ
- 制作著作 - テレビ愛知